# Thomas Fitzwilliam
Pour l’article homonyme, voir Thomas Fitzwilliam (4e vicomte Fitzwilliam).
Sir Thomas Fitzwilliam, né à une date inconnue et mort le 4 mars 1497, est un homme politique et magistrat anglais.

## Biographie
Issu de la gentry du Lincolnshire, il étudie le droit au Inner Temple à Londres. Nommé recorder (magistrat) pour la ville de Lincoln, il est élu en 1459 député de la circonscription recouvrant cette ville et les villages avoisinants, à la Chambre des communes du Parlement d'Angleterre. En 1467 il est élu député de Plympton, dans le Devon. Devenu recorder à Londres, il est élu député de Londres au parlement de 1485, le premier parlement du nouveau roi Henri VII. Il est fait chevalier l'année suivante.
Les députés l'élisent président (speaker) de la Chambre des communes pour le parlement de 1489, où il siège comme député du Lincolnshire. Mort en 1497, il est inhumé à l'église de Mablethorpe.